# Appena posso, torno
Appena posso, torno è un album di Fred Bongusto, pubblicato nel 1990 da Fonit Cetra.

## Tracce
1. Voglia d'estate
2. Linda
3. Eu e a briza
4. Chega De Saudade
5. Impossibile
6. Capri 1983
7. Bastardo amore
8. Telefonate a "chella"
9. Tu di chi sei?
10. Appena posso, torno
11. Una frase geniale